# 德國國防軍陸軍第364步兵師
德國國防軍陸軍第364步兵師（德語：364. Infanterie-Division）是納粹德國國防軍陸軍的一個步兵師。該師於1943年11月組建。
該師組建後，一直處於半完成狀態，並沒有調往前線作戰。
該師最後於1944年1月解散，其兵員歸入第77步兵師。

## 註腳
1. ↑  Mitcham（2007年）